# Super Bowl II
Der Super Bowl II, damals AFL-NFL Championship Game, war die zweite Ausgabe des Endspiels der National Football League (NFL) und American Football League (AFL). Am 14. Januar 1968 standen sich die Green Bay Packers und die Oakland Raiders im Orange Bowl Stadium in Miami, Florida, gegenüber. Die Green Bay Packers gewannen das Spiel mit 33:14. Packers Quarterback Bart Starr wurde wie schon beim Super Bowl I zum Super Bowl MVP gewählt.

## Spielverlauf
Bei einer Temperatur von 30 °C erzielte Green Bay Kicker Don Chandler in der vierten Minute ein Field Goal, dieses waren die einzigen Punkte im ersten Viertel. Im zweiten Viertel konnten beide Teams einen Touchdown und Green Bay zwei weitere Field Goals erzielen, so war der Zwischenstand in der Halbzeit 16:7. In der zweiten Spielhälfte schossen die Packers ein weiteres Field Goal und punkteten einen Touchdown. Im letzten Viertel konnte Herb Adderley, Cornerback der Packers, eine Interception fangen und einen letzten Touchdown für Green Bay erzielen. Nach einem bedeutungslosen Touchdown der Raiders in der 47. Spielminute stand der Endstand von 33:14 fest.

## Schiedsrichter
Hauptschiedsrichter des Spiels war Jack Vest von der AFL. Er wurde unterstützt vom Umpire Ralph Morcroft von der NFL, Head Linesman Tony Veteri von der AFL, Line Judge Bruce Alford von der NFL, Field Judge Bob Baur von der AFL und Back Judge Stan Javie von der NFL.